# Верхній Бугалиш
Ве́рхній Бугали́ш (рос. Верхний Бугалыш) — присілок у складі Красноуфімського міського округу (Натальїнськ) Свердловської області.
Населення — 426 осіб (2010, 537 у 2002).
Національний склад станом на 2002 рік: марійці — 77 %.